# Parcul Central
Parcul Central (deutsch: Zentralpark, ehemals: Parcul Stalin beziehungsweise Scudierpark) ist – nach dem Parcul Regina Maria – der zweitälteste Park Timișoaras. Er wurde 1870 von dem Militär- und Festungskommandanten, General Anton von Scudier, gegründet und trug bis zur Teilung des Banats im Jahr 1919 seinen Namen.

## Geografische Lage
Der Parcul Central liegt im Stadtbezirk Cetate und wird vom Bulevardul Republicii, dem Bulevardul Regele Ferdinand, dem Bulevardul 16 Decembrie 1989 und dem Splaiul Nicolae Titulescu eingegrenzt. Er befindet sich in unmittelbarer Nähe der rumänisch-orthodoxen Kathedrale.

## Beschreibung

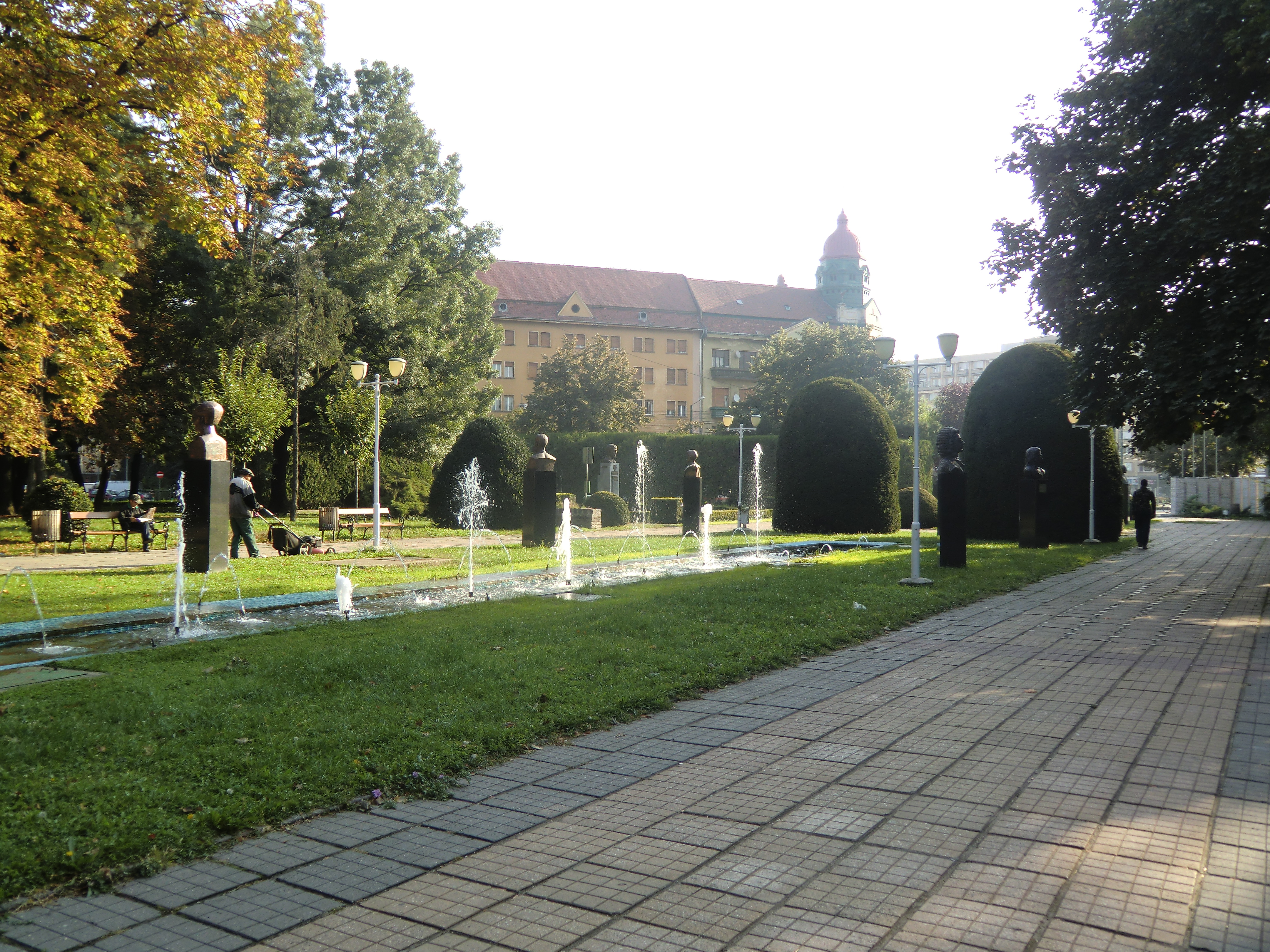
Allee der Persönlichkeiten

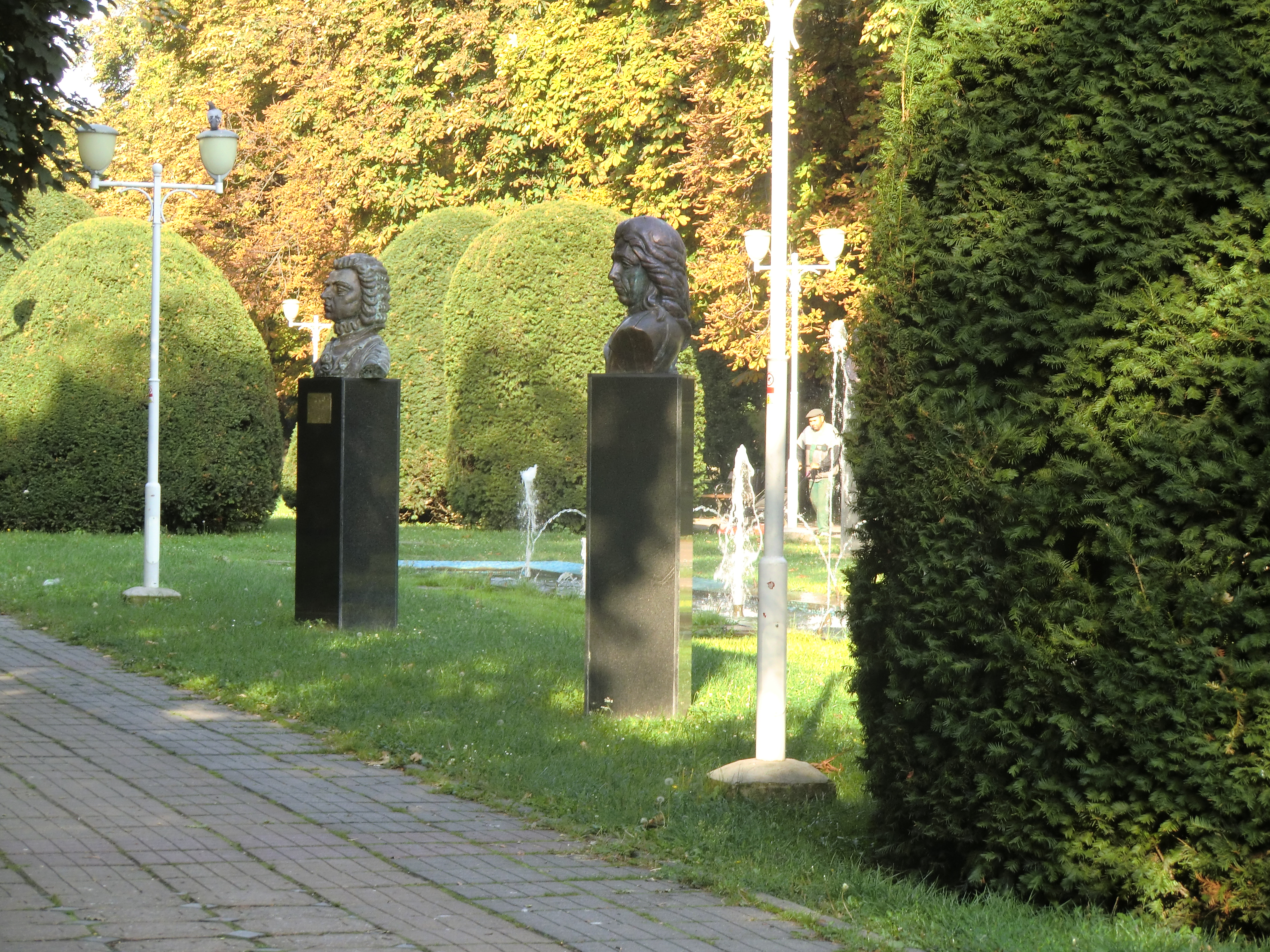
Allee der Persönlichkeiten

Der Park wurde an Stelle des früheren Militärfriedhofs gegründet, nachdem die sterblichen Überreste der 8000–9000 Toten auf den Heldenfriedhof an der Calea Lipovei umgebettet worden waren. Der Park erhielt den Namen seines Gründers und trug diesen bis ins 20. Jahrhundert. Nach dem Tod des Generals wurde in der Mitte des Parks dessen Statue in Lebensgröße aufgestellt. Während des Ersten Weltkriegs wurde diese jedoch von aufgebrachten Bürgern zerstört. Nach dem Krieg wurde auf dem Sockel der Statue eine Uhr aufgestellt. Erst 1962 kam das Denkmal des rumänischen Soldaten an die Stelle der Scudier-Statue. Während der stalinistischen Zeit hieß die Anlage Parcul Stalin, wurde aber nach dem Tod Josef Stalins im Jahr 1953 wieder in Parcul Central umbenannt. Der Park erstreckt sich heute über eine Fläche von 91.400 Quadratmetern.

### Allee der Persönlichkeiten
Seit 2009 ist der Eingangsbereich zum Park von der Allee der Persönlichkeiten gesäumt.
Es handelt sich um die Büsten von:
| - Claudius Florimund Mercy (1666–1734) - Eugen von Savoyen (1663–1736) - János Török (1843–1892) - Karl Küttel (1818–1875) - Alexandru Mocioni (1841–1909) - Sever Bocu (1874–1951) - Aurel Cosma (1867–1931) - Stan Vidrighin (1876–1956) - Béla Bartók (1881–1945) - Virgil Birou (1903–1968) | - Cornel Mikloși (1887–1963) - Karl Robert von Anjou (1288–1342) - Gheorghe I. Tohăneanu (1925–2008) - Nicolae Boboc (1920–1999) - Ion Românu (1918–1980) - Edouard Pamfil (1912–1994) - Pius Brânzeu (1911–2002) - Anghel Dumbrăveanu (1933–2013) |

Plaketten auf den Büsten (Auswahl)

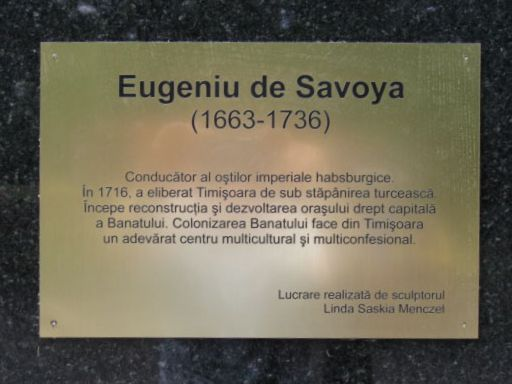
Eugen von Savoyen (1663–1736)
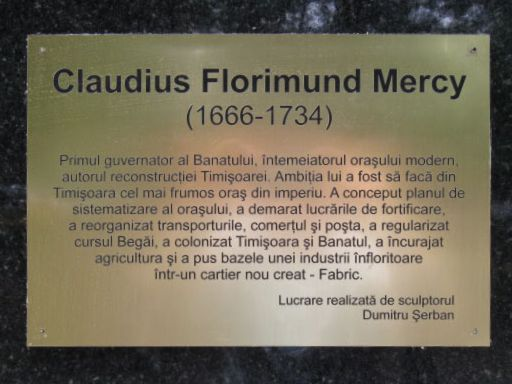
Claudius Florimund Mercy (1666–1734)
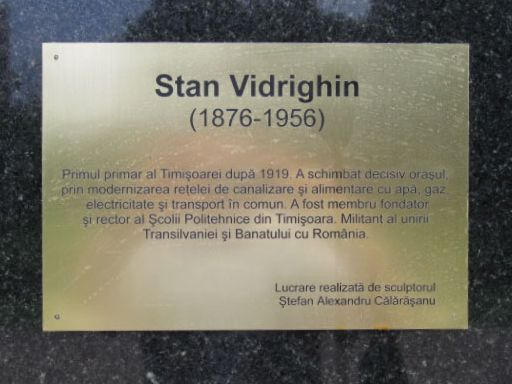
Stan Vidrighin (1876–1956)
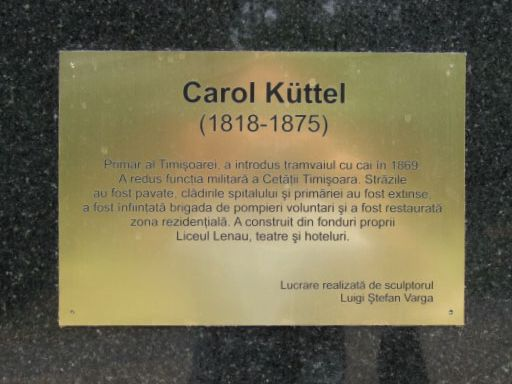
Carol Kuttel (1818–1875)
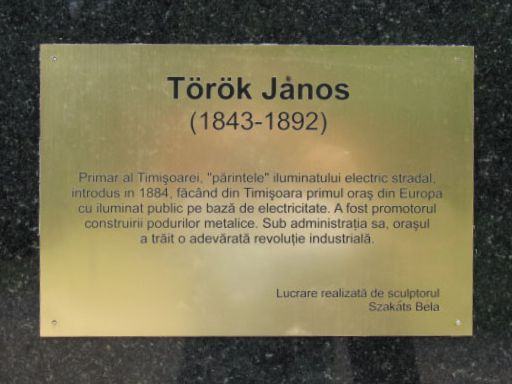
Torok Janos (1843–1892)
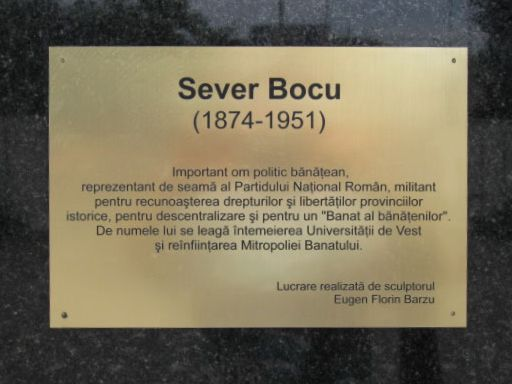
Sever Bocu (1874–1951)